# Porangatu (ort)
Porangatu är en ort i Brasilien.   Den ligger i kommunen Porangatu och delstaten Goiás, i den centrala delen av landet, 290 km nordväst om huvudstaden Brasília. Porangatu ligger 407 meter över havet och antalet invånare är 32 758.
Terrängen runt Porangatu är huvudsakligen platt. Porangatu ligger uppe på en höjd.
Omgivningarna runt Porangatu är huvudsakligen savann. Runt Porangatu är det glesbefolkat, med 8 invånare per kvadratkilometer.